# 米勒测试
米勒测试（英語：Miller Test），也被称为“三交叉淫秽测试法”（英語：Three Prong Obscenity Test），是美国联邦最高法院自1973年开始使用的，旨在确定某一特定的材料是否可以标记为淫秽内容。按照美国相关判例规定，一旦某特定材料经过“米勒测试”而被认定为淫秽之后则将不再受《美国宪法第一修正案》中有关“言论自由”条款的保护。 尽管该测试备受争议，并且有专家学者指出在测试过程中会对“淫秽”问题产生额外的混淆，但是在不违反“第一修正案”的前提下，米勒测试依然是禁止使用、传播等某些材料的标准。
米勒测试中的司法实践源自由英国法律中由“女王诉希克林案（Regina v. Hicklin）”中衍生出的“希克林测试” 但是希克林测试的标准非常严苛并且只考虑材料的某一部分而不是整体。 但是自1930年代开始，美国法庭通过一个判决先例开始修正“希克林测试”的相关标准；而到1970年代，伴随着民权运动的兴起，对于“希克林测试”的反对意见也越来越大。 与此同时，美国用于确定“淫秽”标准的新测试“米勒测试”也在1973年的“米勒诉加利福尼亚州案”中被确定下来。

## 历史

### 变革背景

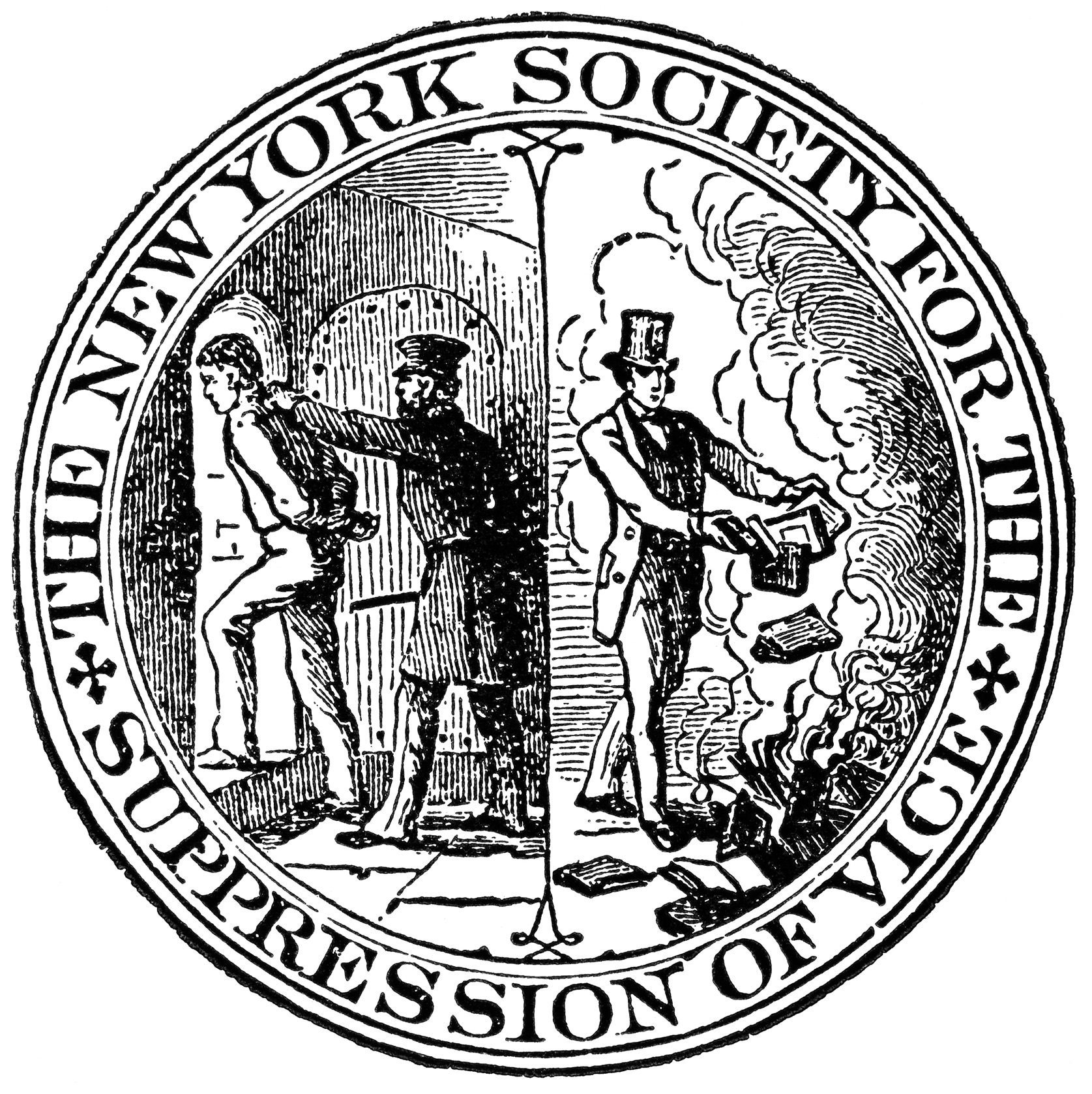
“纽约抑制背德协会”徽章

在米勒测试诞生之前，美国政府借鉴英国法律中的“希克林测试”来裁定某些印刷材料的“淫秽”与否。根据该测试的简单定义，法院可以宣布任何材料为非法而禁止出版。
|              | 若材料中任何部分倾向于“腐蚀或侵害那些思想上易受其影响并可传播至其手中的人”，即可认定为“淫秽”。 |
| ——希克林测试 |                                                                                                |

而在司法实践中运用“希克林测试”的时候往往是基于该材料的中的某一部分进行单一的考量。 而美国第一个质疑该测试标准的案例是在1933年针对是否可以在美国境内出版爱尔兰作家詹姆斯·乔伊斯作品《尤利西斯》的听证会上。1921年纽约抑制背德协会主管约翰·萨默尔及其同事扣押了某期文学杂志《小评论》，理由是上面刊登了《尤利西斯》的章节。因此杂志编辑玛格丽特·安德森和约翰·希普被送上法庭，而作家约翰·库伯·波厄斯和剧作家菲利普·莫勒则出庭作为专家证人。尽管波厄斯和莫勒都证明《尤利西斯》的情节晦涩难懂，以至于读者不会注意到该书内的一些“性描写”。但是法官做出了有利于控方的裁决，不仅禁止了该期《小评论》的发行，也进一步禁止了《尤利西斯》在美国境内的出版。而早在该裁决之前的1922年，美国邮政署就焚烧了500册通过境外邮购而进口美国的《尤利西斯》，以此来阻止该书的进口。
时隔11年之后，兰登书屋试图打破这个判例而在美国境内出版《尤利西斯》。1933年，“美国诉尤利西斯案”进入庭审阶段。兰登书屋聘请的律师采用的辩护策略是要求对全书进行统一、全面的判定，或许全书的部分章节“不雅”，但是全书却是一本严肃而经典的文学作品。 兰登书屋还引用了丽贝卡·韦斯特、阿诺德·贝内特和艾略特等人的书评，试图证明作者乔伊斯是一个天才并盛赞他的作品。 但是检方却一直认定《尤利西斯》是对美国社会的“威胁”，因为“（本书）经常使用污言秽语，正在一个道德良好的社会内是不可接受的”。 审理此案的法官没有运用希克林测试来裁定本书为“淫秽”，相反他得出了一个新的判决先例，那就是应当将《尤利西斯》视为一个整体而不是根据它的部分内容来分析，而这在当时几乎是通行惯例。 因此裁定，《尤利西斯》终于获准在美国本土出版发行。仅在1934年，初版一万册图书就瞬间售空。

### 改变伊始

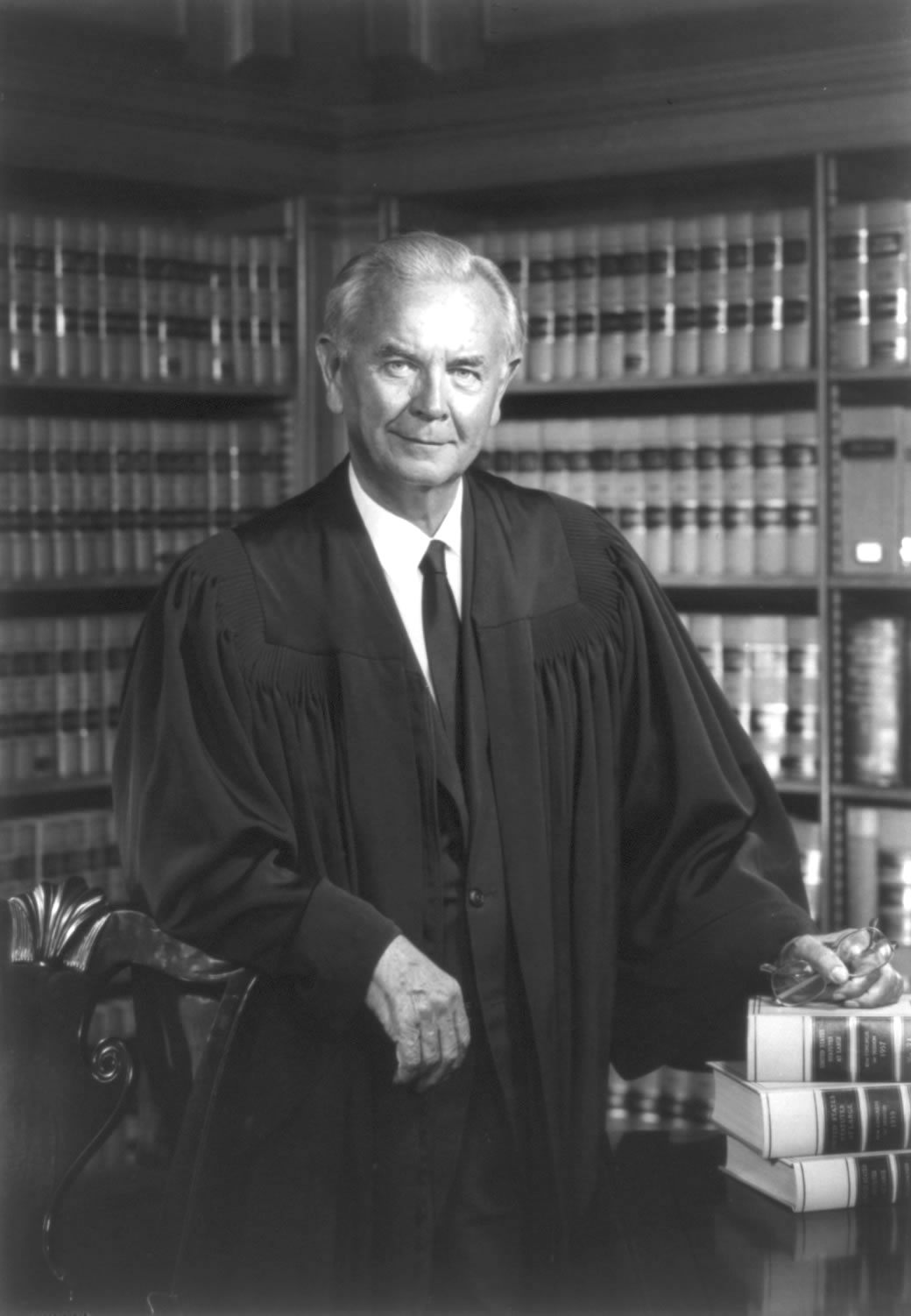
威廉·布伦南大法官阁下

针对“希克林测试”标准的质疑源自1957年的“罗斯诉美国案”， 塞缪尔·罗斯被控犯有“分发淫秽物品罪”。 罗斯的辩护律师没有否认其通过邮寄的形式进行分发，但是他坚称这些材料受到《美国宪法第一修正案》的保护。罗斯案据此向上诉法院上诉，但并没有达到预期效果，塞缪尔·罗斯依旧是被判有罪。
然而在本案的审判期间，发生了许多改变后来美国法律制度的事件。首先，威廉·布伦南大法官阁下拒绝使用“希克林测试”来审核材料是否为“淫秽”；其次，“当普通人依据现行公共道德标准，认定某部作品其整体主题是以诱发淫荡兴趣为目的”的情况下，才能认定该材料为“淫秽”。因此而最终确定了“以不违背整体语境的情况下”审查材料的做法。而对于“希克林测试”，美国联邦最高法院裁定其是不被允许的，因为它极大地限制了言论和新闻自由。此外依据本案而诞生的另一项司法制度则是，有关“淫秽”的诉讼应该针对发布和接收这些材料的人，而不是针对材料本身。 法院同时还强调，美国宪法第一修正案的保护也适用于历史文献材料。 米哈伊尔·尤列维奇·贝格指出，“（此后）出版商们开始肆无忌惮地印刷充斥着大量性描写的作品，而法庭也开始对性表达采取更加解放的态度。”

## 测试内容
该测试由三个部分组成，由时任美国首席大法官的沃伦·厄尔·伯格提出：
1. 一个普通人依照时下的社区标准（英语：community standards），是否认为该作品整体而论有色情倾向性；
2. 该作品是否以不雅的方式确切描绘了州法律中定义的性行为；
3. 该作品就整体而论，缺乏文学、艺术、政治或科学价值。